# Batman Forever
Batman Forever is een Amerikaanse film uit 1995 onder regie van Joel Schumacher, gebaseerd op de Batman-stripserie. De film is een vervolg op Batman Returns.
De film nam sterk afstand van zijn twee voorgangers. De muziek werd veranderd, de ondertoon werd minder duister en de film was een stuk kleurrijker.

## Verhaal
De film opent met Batman die Two-Face, het criminele alter ego van voormalig openbaar aanklager Harvey Dent, moet stoppen. Two-Face heeft een man gegijzeld in een bank en een val gezet voor Batman. Hij haat Batman omdat hij hem verantwoordelijk acht voor het feit dat een crimineel zuur in Harveys gezicht gooide dat hem in Two-Face veranderde. Ook aanwezig is dr. Chase Meridian, een psychiater. Batman kan de gijzelaar redden, maar kan niet voorkomen dat Two-Face ontsnapt.
De volgende dag wordt Bruce op zijn bedrijf aangesproken door Edward Nygma, een medewerker van Wayne Enterprises die illegaal onderzoek heeft gedaan naar de nieuwste vorm van entertainment: 3D-televisie middels manipulatie van iemands hersenpatronen. Bruce wijst het idee af, wat voor Nygma als een schok komt doordat hij Bruce als idool zag. Nygma werkt nog tot laat in de avond door aan zijn uitvinding, en wordt betrapt door zijn collega Fred. Nygma gebruikt Fred als proefkonijn voor zijn uitvinding, en ontdekt dat deze een vreemd bijeffect heeft: terwijl Fred naar de 3D-show zit te kijken, kan Nygma via het kastje Freds hersenen binnendringen en zo al zijn geheimen ontdekken.
Nygma vermoordt Fred, en rommelt met de beveiligingcamera’s om het te doen lijken alsof Fred zelfmoord heeft gepleegd. Daarna komt hij met het idee zijn uitvinding in heel Gotham City te verspreiden om zo ieders geheimen te leren kennen. Ook begint hij Bruce Wayne te stalken door anoniem raadsels naar hem op te sturen.
Bruce ontmoet Dr. Chase en nodigt haar uit om mee te gaan naar het circus dat elk jaar Gotham bezoekt. Het hoofdnummer van de avond is een acrobatenfamilie genaamd de Flying Graysons. Two-Face dringt het circus binnen en gijzelt alle aanwezigen met een bom die hij zal laten ontploffen als Batman zichzelf niet bekendmaakt. Door tussenkomst van de Graysons wordt Two-Face gestopt, maar drie van de Graysons vinden hierbij de dood.
Bruce besluit de laatste van de Graysons, Dick, in huis te nemen. Dick wil zo snel mogelijk Two-Face opsporen en vermoorden voor wat hij gedaan heeft, maar Bruce probeert hem hiervan te weerhouden. Later in de film ontdekt Dick Bruce’ geheim, en wil koste wat het kost Batmans partner worden.
Nygma, die op tv Two-Face’ actie in het circus heeft gezien, wordt zelf ook een gekostumeerde superschurk genaamd de Riddler. Hij spoort Two-Face op en stelt een samenwerking voor. Two-Face zal Nygma aan het geld helpen dat hij nodig heeft om zijn uitvinding in heel Gotham te verkopen. In ruil daarvoor zal Nygma voor Two-Face uitzoeken wie Batman werkelijk is. Dit lukt uiteindelijk wanneer Nygma, nu ook een succesvol zakenman dankzij zijn uitvinding, Bruce’ gedachten te zien krijgt.
Two-Face en Riddler vallen Bruce’ huis aan en ontvoeren Dr. Chase, die zich net realiseert dat Batman en Bruce een en dezelfde zijn. Ze laten nog een laatste raadsel achter. Door alle raadsels die hij heeft ontvangen aan elkaar te koppelen ontdekt Bruce de ware identiteit van de Riddler. Hij accepteert eindelijk Dicks hulp, die het alter ego van Robin aanneemt. Samen zetten ze koers naar Riddlers eiland.
Op het eiland wordt Robin al snel gevangen door Two-Face, waarna Riddler Batman voor een keuze stelt: hij moet kiezen wie hij liever redt van de dood, Robin of dr. Chase. Batman weet beiden te redden en tevens de bron van Riddlers 3D kastjes uit te schakelen. Riddler wordt zo zelf aan een overdosis van zijn uitvinding blootgesteld en draait mentaal volledig door. Two-Face onderneemt nog een poging Batman te doden, maar valt uiteindelijk zelf zijn dood tegemoet. Riddler belandt in een inrichting, denkend dat hij zelf Batman is.
De film eindigt met Batman en Robin die tezamen de misdaad te lijf gaan.

## Rolverdeling
| Acteur          | Personage              |
| --------------- | ---------------------- |
| Val Kilmer      | Bruce Wayne / Batman   |
| Nicole Kidman   | Dr. Chase Meridian     |
| Tommy Lee Jones | Harvey Dent / Two-Face |
| Jim Carrey      | Edward Nygma / Riddler |
| Chris O'Donnell | Dick Grayson / Robin   |
| Michael Gough   | Alfred Pennyworth      |
| Drew Barrymore  | Sugar                  |
| Debi Mazar      | Spice                  |
| Ed Begley jr.   | Fred Stickley          |

## Achtergrond

### Productie
Batman Forever is in tegenstelling tot de vorige twee films geregisseerd door Joel Schumacher, die een paar sterke veranderingen aanbracht. Toen de film in productie ging stond Tim Burton nog op de planning als regisseur. Ook zou de plot enkel draaien om de Riddler, en zou volgens geruchten Robin Williams deze rol zijn aangeboden. Warner Bros. wees het originele scenario af omdat dit te sterk dezelfde ondertoon had als Batman Returns.
Toen Schumacher de regie overnam verwierp hij veel van Burtons ideeën. Hij besloot ook Two-Face toe te voegen aan het scenario. Two-Face’ alter ego, Harvey Dent, deed al mee in de film Batman uit 1989, gespeeld door Billy Dee Williams. Williams had destijds een contract afgesloten waarin stond dat hij altijd uitbetaald zou krijgen wanneer Two-Face in een Batman-film werd gebruikt. Op die manier hoopte hij de rol te zullen krijgen. Desondanks koos Schumacher echter om Williams gewoon uit te betalen, maar voor de rol Tommy Lee Jones in te zetten.

### Metamorfose
Omdat de tweede film, Batman Returns, al minder opbracht dan zijn voorganger, wilde Warner Bros. de derde Batman-film meer familievriendelijk maken. Daarom werd de film een stuk minder grimmig qua ondertoon, en kreeg een kleurrijke metamorfose ten opzichte van zijn voorganger. Meer dan 30 minuten aan scènes werden uit het scenario geschrapt omdat ze niet aansloten bij Warner Bros. plannen.

### Kritiek
De film kreeg veel kritiek te verduren vanwege deze veranderingen. Ook over de manier waarop Two-Face en Riddler werden neergezet waren veel fans niet te spreken. Zo bevat de film bijvoorbeeld een scène waarin Two-Face zijn munt meerdere malen tosst tot hij eindelijk een uitkomst krijgt die hem bevalt. In de strips twijfelde Two-Face nooit aan de uitkomst van de eerste toss. Jim Carrey's versie van de Riddler leek volgens fans meer op The Joker dan op de Riddler uit de strips.

### Opbrengst
De film bracht in totaal 184.031.112 dollar op, waaronder 52.000.000 dollar in het openingsweekeinde. Daarmee was de film financieel succesvoller dan Batman Returns.

## Prijzen/nominaties
In 1995 won “Batman Forever” Twee Universe Reader's Choice Awards:
- Best Fantasy Film
- Best Score for a Genre Motion Picture

In 1996 werd de film genomineerd voor nog eens twintig prijzen, waarvan hij er vier won.
- Twee ASCAP Awards - allebei gewonnen
  - Most Performed Songs from Motion Pictures
  - Top Box Office Films
- Drie Oscars:
  - Beste Camerawerk
  - Beste effecten
  - Beste geluid
- Vier Saturn Awards:
  - Beste kostuums
  - Beste fantasiefilm
  - Beste grime
  - Beste speciale effecten
- De ASC Award voor “Outstanding Achievement in Cinematography in Theatrical Releases”
- De BMI Film & TV Award voor “Most Performed Song from a Film” - gewonnen
- De Brit Award voor “Best Soundtrack” - gewonnen
- De Golden Globe voor “Best Original Song - Motion Picture”.
- De Grammy Award voor “Best Instrumental Composition Written for a Motion Picture or for Television”.
- Twee Blimp Awards:
  - Favoriete film
  - Favoriete filmactrice (Nicole Kidman)
- Zes MTV Movie Awards:
  - Beste filmlied ("Hold Me, Thrill Me, Kiss Me, Kill Me".)
  - Beste filmlied (Kiss From a Rose)
  - Beste schurk (Jim Carrey)
  - Beste schurk (Tommy Lee Jones)
  - Meest aantrekkelijke vrouw (Nicole Kidman)
  - Meest aantrekkelijke man (Val Kilmer)
- Een Golden Raspberry Award voor slechtste originele lied ("Hold Me, Thrill Me, Kiss Me, Kill Me")